# Mietshaus Lindengasse 2

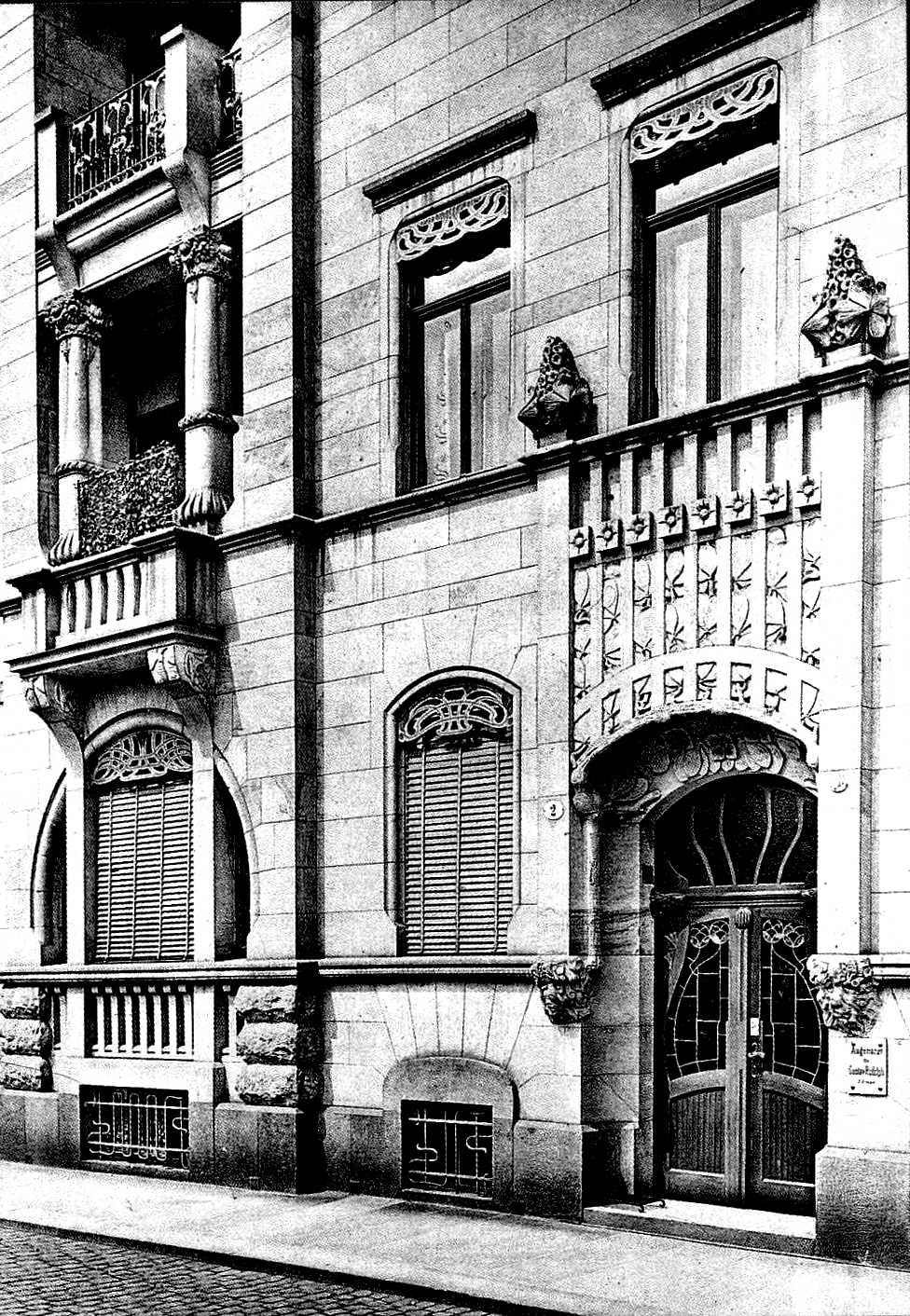
Lindengasse 2 in Dresden

Das Mietshaus Lindengasse 2 in Dresden wurde 1901 von Felix Reinhold Voretzsch im Jugendstil erbaut. Bemerkenswert war die bauplastische, naturalistische Gestaltung des Portals mit Baumstämmen und Blattwerk. Bei den Luftangriffen auf Dresden wurde das Gebäude zerstört. und die Ruine in den 1950er Jahren beräumt. Das Grundstück ist heute unbebaut.
Das herrschaftliche palaisartige Mietshaus wurde in geschlossener Bauweise mit einer Fassade in Sandstein errichtet. Die Bauformen des Jugendstils waren an der Bauornamentik, den Gittern, Jalousieverkleidung und der Verglasung zu erkennen. Das Portal war aufwändig in der Bauplastik gestaltet worden. So waren dort Baumstämme und Blattwerk in naturalistischer Weise in die Portaleinfassung eingearbeitet worden.